# 卡瓦列拉
卡瓦列拉是葡萄牙布拉加区的一个堂区。总面积9.93平方公里，总人口448人，人口密度45.1人/平方公里。